# RuriDragon
RuriDragon (яп. ルリドラゴン Руридорагон, «Дракон Рури») — манга, написанная и проиллюстрированная Масаоки Синдо. Впервые была опубликована в формате ваншота в декабре 2020 года в журнале Jump Giga издательства Shueisha. Публикуется с июня 2022 года в журнале Weekly Shonen Jump и по состоянию на март 2025 года издана в трёх томах-танкобонах.

## Синопсис
Проснувшись однажды утром, ученица первого года старшей школы Рури Аоки обнаружила, что у неё за ночь на голове проросли рога. Расспросив мать, Рури узнаёт, что её отцом является дракон, а сама Рури — получеловек-полудракон. В дальнейшем Рури начинает извергать огонь и постепенно менять облик. Несмотря на это, Рури пытается продолжить жить своей обычной жизнью.

## Медиа

### Манга
RuriDragon, написанная и проиллюстрированная Масаоки Синдо, впервые была опубликована в формате ваншота 28 декабря 2020 года в журнале Jump Giga издательства Shueisha. Публикация манги началась 13 июня 2022 года в журнале Weekly Shonen Jump. 1 августа 2022 года посредством журнала было объявлено, что в связи с состоянием здоровья Синдо публикация манги будет приостановлена на неопределённый срок. Первый том-танкобон поступил в продажу 4 октября 2022 года. 21 февраля 2024 года стало известно о возобновлении публикации манги; новые пять глав были опубликованы с 4 марта по 1 апреля в Weekly Shonen Jump, после чего главы начали выходить с 22 апреля в цифровой версии журнала и в сервисе Shonen Jump+ с периодичностью раз в две недели.
Перевод первых шести глав манги на английский и испанский языки был опубликован издательством Shueisha в сервисе Manga Plus. На территории Северной Америки главы манги публикуются на веб-сайте издательства Viz Media.

#### Список томов
| №  | Дата публикации    | ISBN                   |
| -- | ------------------ | ---------------------- |
| 01 | 4 октября 2022 г.  | ISBN 978-4-0888-3285-2 |
| 02 | 4 сентября 2024 г. | ISBN 978-4-0888-4164-9 |
| 03 | 4 марта 2025 г.    | ISBN 978-4-0888-4415-2 |

### Прочее
В сентябре 2022 года была выпущена адаптация ваншота и первых трёх глав в формате озвученного комикса; роль Рури Аоки озвучила актриса и сэйю Тиаки Омигава. В июле 2022 года в сервисе мгновенного обмена сообщениями Line был выпущен набор цифровых стикеров по мотивам манги. 3 марта 2025 года, за день до выхода третьего тома манги, был показан рекламный трейлер, анимированный студией Coalowl и содержащий музыкальную композицию от группы Zutomayo.

## Приём
По данным на октябрь 2022 года тираж RuriDragon составил 200 тысяч проданных копий. По данным Oricon, первый том манги был продан тиражом 74 874 копий за первую неделю после выпуска и занял седьмое место в еженедельном чарте манги. В начале февраля 2023 года манга возглавила рейтинг «Комиксы 2023 года, рекомендованные сотрудниками национальных книжных магазинов» интернет-магазина Honya Club. В декабре 2023 года RuriDragon на пару с мангой Suna no Miyako Ё Матиды заняла девятое место в рейтинге лучшей манги 2024 года для читателей-мужчин по версии справочника Kono Manga ga Sugoi!. В 2024 году манга была номинирована на премию Next Manga Award в категории «Лучшая веб-манга» и заняла по итогам голосования второе место в шорт-листе номинантов. В мае 2025 года манга была отмечена премией Magademy Award в категории «Приз за сеттинг».
Первая глава получила положительные отзывы от японских читателей, которые посчитали иллюстрации «милыми», отметив также, что спокойная атмосфера истории нетипична для манги Jump. Брайан Сальваторе с сайта Multiversity Comics похвалил иллюстрации и тональность манги за подход к противопоставлению Рури и её окружения таким образом, что соблюдается баланс между комедией и абсурдом, добавив, что то, как разворачивается сюжет, «выглядит естественным в „реальной“ жизни». Стивен Блэкберн с сайта Screen Rant похвалил юмор манги, но добавил, что глава слишком сильно на него полагается, что приводит к отсутствию развития отношений между персонажами. Обозреватель с сайта Real Sound включил мангу в список рекомендуемой манги 2022 года, назвав её «революционным произведением».